# Селим-хан
Салим Хан (азерб. Səlim xan) — Хан Шекинский; дважды — первый раз в 1795—1797 годах, и второй раз в 1805—1806 годах, каждый раз был у власти менее двух лет, но в связи с тем, что продолжал борьбу, его имя регулярно появлялось в политической повестке в первой четверти XIX века. Был сыном Мухаммеда Хусейн-хан Мюштага из шекинских ханов, внуком Гаджи Челеби-хана, сводным братом Мухаммад-Хасан-хана и Фатали-хана, отцом Гусейн-хана.
Хотя Салим-хан, в бытность ханом Шекинским, включил своё ханство в состав Российской империи, чтобы укрепить свою власть и получить военную поддержку против своих врагов, после того, как его сестра была убита русскими в Карабахе, он немедленно вывел русские войска с территории Шекинского ханства, а через 4 месяца вооруженного сопротивления русских перешёл в контрнаступление, но в конце концов после поражения бежал в Иран. Несколько раз проходил маршем из Ирана в Шеки с вооруженным отрядом в надежде восстановить свою власть, но безуспешно отступал. Прожив некоторое время в Иране, перебрался в Турцию и умер 12 апреля 1826 года в городе Кир на территории Османской империи. Вскоре после этого, 11 августа того же года, один из сыновей Салим-хана — Гусейн-хан, стал ханом Шекинским, но его правление продлилось недолго, всего около 3 месяцев.